# Tempestade tropical Conson (2021)
A tempestade tropical severa Conson, conhecida nas Filipinas como tufão Jolina, foi um ciclone tropical que estava quase estacionário ao longo do Vietnã.
Conson originou-se como uma área de baixa pressão monitorada pela primeira vez cerca de 500 km a oeste de Guam. Formou-se como uma depressão tropical sobre o Oceano Pacífico em 5 de setembro de 2021. Como se formou dentro da área de responsabilidade das Filipinas, a administração de Serviços atmosféricos, geofísicos e astronômicos das Filipinas (PAGASA) nomeou a Tempestade Jolina. No dia seguinte, intensificou-se para uma tempestade tropical e foi nomeado Conson pela Agência Meteorológica do Japão (AMJ). Quando a tempestade se aproximou da Ilha de Samar, de acordo com a Pagasa, ela se intensificou para uma tempestade tropical severa, e mais tarde para um tufão antes da sua primeira passagem por terra (landfall) no leste de Samar. A tempestade manteve a sua força quando atravessou Visayas e mais tarde Calabarzon antes de se enfraquecer sobre a Baía de Manila antes de atingir a massa de terra final em Bataan. Posteriormente, emergiu no Mar do Sul da China, ao passo que voltou a fortalecer-se ligeiramente.
O Conselho Nacional de Redução e Gestão do Risco de Desastre nas Filipinas relatou 14 mortes, 20 feridos e 7 pessoas desaparecidas. Os prejuízos agrícolas e infraestruturais nas Filipinas são estimados em ₱287 milhões de dólares (5,75 milhões de dólares).

## História meteorológica
Às 06:00 UTC de 5 de setembro, o Joint Typhoon Warning Center (JTWC) dos Estados Unidos começou a monitorar uma perturbação tropical no Mar das Filipinas, localizada a cerca de 446 km a leste-sudeste de Legazpi, Albay. Naquela época, imagens de satélite de animação multi-espectrais revelaram um centro de circulação de baixo nível com linhas de nuvem circulando ao longo do distúrbio. O sistema também estava em uma área propícia para o desenvolvimento posterior, com fluxo de vento favorável, cisalhamento do vento favorável, e temperaturas da superfície do mar de 30° C. Ao longo das próximas horas, ganhou organização enquanto permanecia estacionária. Naquele dia, às 18:00 UTC, a Agência Meteorológica do Japão classificou o sistema para uma depressão tropical, seguindo-se simultaneamente com a designação da PAGASA para a Depressão Tropical Jolina. A tempestade tornou-se o décimo ciclone tropical da região durante a temporada. Enquanto isso, o JTWC emitiu um alerta de formação de ciclones tropicais (TCFA) às 23:30 UTC, uma vez que uma circulação era agora evidente ao longo do sistema e uma banda de convecção organizada para o seu sul-sudeste.
A mesma agência também classificou a tempestade para uma depressão tropical no dia seguinte, com uma área persistente de trovoadas sobre um centro de circulação de baixo nível (LLCC). A mover-se para noroeste sob a periferia de um cume subtropical para o nordeste, sua organização continuou a melhorar com um olho em desenvolvimento e às 06:00 UTC do dia, a depressão reforçou-se para uma tempestade tropical de acordo com as estimativas da JMA e PAGASA, com a JMA dando-lhe o nome de Conson. O JTWC fez o mesmo, três horas depois. Às 09:00 UTC (17:00 UTC), A PAGASA informou que o sistema ainda se intensificou para uma tempestade tropical severa enquanto se aproximava da Ilha de Samar. Nas horas seguintes, a sua convecção expandiu-se ainda mais para leste a partir do sudeste e, como resultado, duas horas depois a AMJ também atualizou o sistema. Posteriormente, a tempestade intensificou-se para um tufão, antes da queda de Hernani, a leste de Samar, às 13:00 UTC (22:00 UTC). Conson então percorreu Visayas, fazendo passagens em terra adicionais em Daram, Santo Niño, Almagro, e Tagapul-an em Samar. O sistema continuou a consolidar-se ao longo de Samar, o que lhe permitiu formar um pequeno olho de ciclone.
No dia seguinte, fez outro desembarque (landfall) em Dimasalang, Masbate (2:00 UTC). A interação terrestre enquanto a tempestade estava acima de Masbate, enfraqueceu um pouco Conson à medida que o seu LLCC se tornava irregular. Ao atravessar o mar de Sibuyan permitiu que Conson formasse brevemente um olho bem definido no radar enquanto mantinha a sua intensidade. Em seguida, o sistema fez outra desembarque em Torrijos, Marinduque. Em 8 de setembro, a tempestade realizou outro desembarque em San Juan, Batangas. Apesar da interacção com a terra em Lução do Sul, o sistema manteve a sua resistência ao atravessar Calabarção. Em seguida, enfraqueceu-se à medida que seu LLCC se desorganizava sobre a Baía de Manila, com a PAGASA desclassificando-a para uma tempestade tropical. Conson fez seu último desembarque nas Filipinas em Mariveles, Bataan às 09:00 UTC (17:00 PHT). Conson mais tarde surgiu no Mar do Sul da China por volta das 15:00 UTC.

## Filipinas
Após a designação do sistema como uma depressão tropical, a PAGASA levantou sinais de ventos de ciclone tropical para o Leste de Visayas e a ponta extrema de Mindanao, bem como a região de Bicol e algumas áreas de Calabarção e Mimaropa. À medida que o sistema se tornou um tufão, porções de Samar e Samar Oriental foram colocadas sob o aviso sinal #3.
A Guarda Costeira das Filipinas (PCG) suspendeu as viagens no extremo norte de Mindanao em 6 de setembro. Em 7 de setembro a PCG também suspendeu viagens em Samar Oriental, Capiz, Negros Ocidental, e a região de Bicol. 2.500 os passageiros ficaram retidos em portos marítimos em torno de Lução e Visayas à noite. Os voos de Manila para o Aeroporto de Tacloban e Legazpi (e vice-versa) foram cancelados em 7 de setembro devido ao mau tempo. Em 8 de setembro, os voos de Manila para Davao, Puerto Princesa, Singapura, Abu Dhabi e Taipé (e vice-versa) também foram cancelados, juntamente com voos do Japão e Guam para Manila (e vice-versa).
Antes e durante a tempestade, as aulas foram suspensas em 313 municípios e o trabalho foi suspenso em 320 municípios. As aulas em todos os níveis, para 7 de setembro foram suspensas em toda a ilha de Samar, incluindo Catbalogan, toda a província de Albay, e nas cidades de Tacloban e Ormoc em Leyte. As aulas em todos os níveis em 8 de setembro foram suspensas em todas as províncias de Cavite, Quezon e Laguna, e nas cidades de Antipolo, San Juan, Taguig. O trabalho do governo também foi suspenso em Laguna e Quezon. A Universidade de Manila e a Universidade de Santo Tomas também suspenderam as aulas em 8 de setembro. As evacuações preventivas começaram na região baixa de Bicol em 7 de setembro. Manila e Quezon City começaram a evacuar famílias em 8 de setembro. Um total de 11.062 indivíduos foram previamente evacuados.